# Amerigo Petrucci
Amerigo Petrucci (Roma, 17 dicembre 1922 – Anzio, 31 luglio 1983) è stato un politico italiano, sindaco di Roma dal 1964 al 1967.

## Biografia

### L'ingresso in politica
Laureato in filosofia, Petrucci entra fin dal 1944 nella Democrazia Cristiana, fino a diventare a partire dal 1961 il numero due del partito a Roma dopo Giulio Andreotti, della cui corrente fa parte. Consigliere provinciale di Roma dal 1952 al 1960 e consigliere comunale dal 1960 al 1972, Petrucci, dal dicembre 1960 al luglio 1961, è assessore preposto al nuovo piano regolatore (PRG), nella giunta minoritaria guidata da Urbano Cioccetti.

### Amministrazione di centro-sinistra di Roma
A luglio 1962, dopo dodici mesi di gestione commissariale, è eletto sindaco Glauco Della Porta, a capo della prima giunta di centrosinistra DC-PSI-PSDI-PRI della Capitale e Petrucci, eletto assessore e preposto all'urbanistica e all'edilizia privata, torna a occuparsi del piano regolatore, in studio dal 1953. Gli uffici del Comune di Roma, già potenziati nel corso delle precedenti amministrazioni Cioccetti e Della Porta, sono arricchiti di funzionari tecnici e amministrativi di notevole competenza. In particolare, con la gestione di Petrucci, l'Ufficio speciale per il piano regolatore (USPRG), diretto dall'architetto Ignazio Guidi (a cui succederà l'urbanista Pietro Samperi) e dall'avvocato Giuseppe Furitano, diventa il fiore all'occhiello della macchina comunale.
Il nuovo PRG è adottato dal consiglio comunale il 18 dicembre 1962, dopo un dibattito durato due mesi. Nel frattempo, il Parlamento approva la Legge 18 aprile 1962, n. 167, che istituisce i piani di edilizia economica e popolare (Peep). In attuazione di tale normativa, gli uffici redigono il Piano delle zone per l'edilizia economica e popolare, che è adottato dal Consiglio comunale il 26 febbraio 1964. Nella sua versione iniziale, il 1° Peep di Roma destina all'edilizia residenziale pubblica un gran numero di comprensori periferici per circa complessivi 700.000 stanze/abitanti (in seguito ridotti a 450.000). Il piano regolatore del 1962, con le successive varianti generali del 1967 e del 1974, costituirà, insieme al 1° e al 2° Peep (quest'ultimo adottato nel 1985), lo strumento urbanistico che regolerà l'espansione edilizia legale della Capitale per tutto il trentennio successivo. Sta di fatto che fin dal primo momento l'attuazione del piano regolatore mediante la predisposizione di strumenti urbanistici attuativi (piani particolareggiati e lottizzazioni convenzionate) incontrerà difficoltà enormi, con il risultato di vanificare definitivamente gran parte delle sue previsioni.

### Sindaco di Roma
Due anni dopo Della Porta si dimette, così il 13 marzo 1964 Petrucci viene eletto sindaco, a capo di una giunta di centro-sinistra. Nel corso del suo mandato la Capitale conoscerà una notevole fase di rilancio economico. Il 31 marzo 1966 è approvata la delibera che avvia il decentramento amministrativo, con la creazione di dodici circoscrizioni comunali (in seguito portate a venti e nel 2013 ridotte a quindici).
Il piano regolatore adottato dal Comune il 18 dicembre 1962, è approvato con Decreto del Presidente della Repubblica del 16 dicembre 1965. E quindi, entro il termine di tre anni dall'adozione assegnato dalla legge perché le sue previsioni possano essere esecutive prima dell'approvazione (le "norme di salvaguardia"). Ciò permette di avviare e inaugurare importanti opere pubbliche e la realizzazione dei primi insediamenti previsti nel 1° Peep. (Spinaceto). Il Ministero dei lavori pubblici (allora guidato dal socialista Giacomo Mancini), tuttavia, impone alcune importanti prescrizioni al piano adottato; in particolare la destinazione a parco pubblico dell'intero comprensorio dell'Appia Antica, da Porta San Sebastiano ai confini del Comune. Inoltre, il piano approvato introduce una lunga serie di vincoli sulle aree archeologiche, storiche e monumentali. Ben presto Petrucci si rende conto dell'estrema difficoltà di mettere in pratica le previsioni del piano regolatore del 1962, ostacolata dai veti incrociati e dall'impossibilità di avvalersi di nuovi strumenti come i "piani biennali", la cui predisposizione è bocciata dal ministero dei Lavori Pubblici; inoltre, nel centro storico e nell'estrema periferia il fenomeno dell'abusivismo edilizio incomincia ad assumere delle proporzioni impressionanti. Queste circostanze, così come la sopravvenuta entrata in vigore della legge n. 765/67 (cosiddetta "legge ponte"), inducono il sindaco a commissionare agli uffici comunali la redazione di una "variante generale" al piano regolatore, che sarà adottata dal Consiglio comunale il 17 ottobre 1967 e approvata dal ministro dei Lavori Pubblici con decreto del 6 dicembre 1971.
Come tutti i precedenti sindaci democristiani, anche Petrucci non è immune alle critiche dell'opposizione, in particolare del PCI che, pur attenendosi di regola a uno spirito costruttivo, in alcuni casi adotta tattiche ostruzionistiche. Come nel caso della delibera sull'aumento del biglietto dell'autobus a cinquanta lire, che Petrucci è costretto a far adottare dalla giunta avvalendosi di una norma allora in vigore, onde evitare un infinito dibattito in Consiglio comunale. Estenuante è inoltre la battaglia per l'approvazione della cosiddetta "superdelibera", comprendente uno stanziamento di 87 miliardi di lire per opere pubbliche, che sarà approvata solo con i voti determinanti delle destre.
L'amministrazione Petrucci si caratterizza per un rilancio dell'immagine della Capitale, anche attraverso la valorizzazione dell'Ufficio stampa e di quello del Cerimoniale. Si moltiplicano le visite di personalità straniere e le manifestazioni, mentre il sindaco e alcune delegazioni della giunta compiono numerose visite di studio nelle capitali estere. Sono inaugurate alcune opere pubbliche progettate e finanziate dalle amministrazioni precedenti, si aprono i cantieri della linea A della metropolitana e si avviano le procedure per realizzare una serie di nuove opere per i parcheggi e la viabilità, in gran parte rimaste inattuate o incompiute a causa di difficoltà di ogni tipo. Si arenano anche gli studi per aprire la strada al restauro degli edifici nel centro storico, in compenso è possibile avviare la ristrutturazione del Teatro Argentina, su progetto degli architetti Enrico Lenti, Giulio Sterbini e Sergio Bonamico.

### Petrucci deputato
Alle elezioni amministrative del 12 giugno 1966, il centro-sinistra ottiene la maggioranza assoluta nel Consiglio comunale di Roma e Petrucci viene rieletto sindaco. Ma il suo obiettivo è quello di candidarsi alla Camera dei deputati alle elezioni politiche del 1968. In base alle norme allora vigenti, la carica di sindaco di una grande città è di ostacolo alla candidatura parlamentare: Petrucci, quindi, si dimette da sindaco il 13 novembre 1967, assumendo l'incarico di assessore al bilancio nella nuova giunta guidata da Rinaldo Santini, un suo uomo di fiducia. I suoi obiettivi, tuttavia, subiscono una battuta d'arresto: il 20 gennaio 1968 è incriminato e messo in stato di detenzione preventiva per qualche mese, a causa di una vicenda legata alla gestione dell'Opera Nazionale Maternità e Infanzia (OMNI) della quale in precedenza era stato commissario. Molte delle imputazioni cadranno nel corso dell'istruttoria e Petrucci sarà assolto con formula piena dal tribunale di Roma il 28 aprile 1972.
Eletto deputato nel 1972 e rieletto nel 1976, 1979 e 1983, Petrucci è sottosegretario alla Difesa dal 31 luglio 1976 al 1º dicembre 1982; occuperà tale carica in tutti i governi della VII e VIII Legislatura, ad eccezione del quinto governo Fanfani.
Fino alla prematura morte dovuta ad un attacco cardiaco, Petrucci è, insieme a Giulio Andreotti, la personalità politica più influente della Capitale. La sua eredità in termini di peso e consensi politico-elettorali sarà interamente raccolta da Vittorio Sbardella detto "Lo squalo". Nell'incarico parlamentare venne sostituito dal subentrante Giancarlo Abete.

## Intitolazioni
Ad Amerigo Petrucci è stato dedicato a Roma un largo nei pressi di piazza della Bocca della Verità, inaugurato il 21 aprile 2012 dal sindaco Gianni Alemanno.